# Бен-Виктор, Пол
Пол «Бен-Виктор» Фридман (англ. Paul «Ben-Victor» Friedman; род. 24 июля 1965 года) — американский продюсер, сценарист и актёр кино и телевидения. Наибольшую известность получил благодаря роли Бобби Хоббса в научно-фантастическом телесериале «Человек-невидимка». Известен, в основном, главными или второстепенными ролями в фильмах и телесериалах.

## Биография
Пол Фридман родился 24 июля 1965 года в Бруклине, Нью-Йорк. Сын Виктора Фридмана и Лии Корнфилд, драматурга. Впервые дебютировал на телевидении в 1987 году в телевизионном фильме Кровавые узы: история жены мафиози.
С детства Пола вдохновляли такие актёры как Марлон Брандо и Чарли Чаплин, а также известная рок-группа The Beatles и произведения художника Винсента Ван Гога — всё это оказало большое влияние на его творческую жизнь.
Бен-Виктор снимался во многих «полицейских» драмах, таких как Детектив Монк и C.S.I.: Место преступления, играл второстепенную роль мошенника Стива Ричардса в трёх эпизодах телесериала «Полиция Нью-Йорка» с 1994 по 1997 год.
Пол и его мать были соавторами театральных постановок «Club Soda» и «The Good Steno».
Бен-Виктор и Винсент Вентреска сыграли главные роли в сериале «Человек-невидимка». Они встретились снова в телесериале «В простом виде», эпизод «Hoosier Daddy» на канале USA Network.
Снимался в сериале «Все ненавидят Криса» в роли мистера Турмана.
Он написал сценарий, спродюсировал и сыграл одну из ролей в фильме Должен был быть Ромео

## Личная жизнь
Пол Бен-Виктор живёт в Санта-Монике. У него есть брат Стюарт и сестра Сьюзан. 5 июля 2009 он женился на Джулии Остин Фелдер.

## Избранная фильмография

### Кино
| Год  | Русское название                | Оригинальное название | Персонаж                  |
| ---- | ------------------------------- | --------------------- | ------------------------- |
| 1990 | Новичок                         | The Rookie            | маленький Феликс          |
| 1992 | Параллельный мир                | Cool World            | камердинер                |
| 1993 | Тумстоун: Легенда Дикого Запада | Tombstone             | Флорентино Круз           |
| 1993 | Настоящая любовь                | True Romance          | Лука                      |
| 1994 | Красный скорпион 2              | Red Scorpion 2        | Винс Д’Анжело             |
| 1995 | Измученный походом              | Bushwhacked           | отец Даны                 |
| 1995 | Гость                           | Houseguest            | Поли Гасперини            |
| 1998 | Под огнём                       | Point Blank           | Говард                    |
| 1998 | Гражданский иск                 | A Civil Action        | Бобби Паскерелла          |
| 1999 | Коррупционер                    | The Corruptor         | Щабакер                   |
| 2000 | Утопим Мону!                    | Drowning Mona         | заместитель Тони Карлуччи |
| 2003 | Сорвиголова                     | Daredevil             | Хосе Кесада               |
| 2006 | Рэнди и толпа                   | Randy and The Mob     | Франко                    |
| 2009 | Ясное озеро                     | Clear Lake, WI        | шериф Джо Дитцер          |
| 2010 | Должен был быть Ромео           | Should’ve Been Romeo  | Джо                       |
| 2012 | Могущественная красота          | Mighty Fine           | Бобби                     |
| 2020 | Банкир                          | The Banker            | Дональд Силверторн        |

### Телевидение
| Год       | Русское название                   | Оригинальное название                 | Персонаж                    | Примечание                                                           |
| --------- | ---------------------------------- | ------------------------------------- | --------------------------- | -------------------------------------------------------------------- |
| 1987      | Кровавые узы: история жены мафиози | Blood Vows: The Story of a Mafia Wife | н/д                         | телевизионный фильм                                                  |
| 1988      | О`Хара                             | Ohara                                 | Билли                       | эпизод «They Shoot Witnesses, Don’t They?»                           |
| 1994      | Секретные материалы                | The X-Files                           | доктор Аарон Монте          | эпизод «Tooms»                                                       |
| 1994-1997 | Полиция Нью-Йорка                  | NYPD Blue                             | Стив Ричардс                | эпизоды: «The Truth Is Out There», «Aging Bull», «You Bet Your Life» |
| 1998      | Южный Бруклин                      | Brooklyn South                        | Стив Ричардс                | эпизод «Skel in a Cell»                                              |
| 2000      | Три марионетки                     | The Three Stooges                     | Мо Говард                   | телевизионный фильм                                                  |
| 2000-2002 | Человек-невидимка                  | The Invisible Man                     | Бобби Хоббс                 | основной состав                                                      |
| 2003-2008 | Прослушка                          | The Wire                              | Спирос «Вондас» Вондопоулос | 14 эпизодов                                                          |
| 2005      | Детектив Монк                      | Monk                                  | Аль Николетто               | эпизод «Mr. Monk Gets Drunk»                                         |
| 2005-2008 | Красавцы                           | Entourage                             | Алан Грей                   | 7 эпизодов                                                           |
| 2006      | C.S.I.: Место преступления         | CSI: Crime Scene Investigation        | Джо                         | эпизод «Killer»                                                      |
| 2006      | Щит                                | The Shield                            | детекитв Пол Рейес          | эпизод «Man Inside»                                                  |
| 2006      | Меня зовут Эрл                     | My Name Is Earl                       | тренер Лу                   | эпизод «Sticks & Stones»                                             |
| 2007      | Джон из Цинциннати                 | John from Cincinnati                  | Палака                      | 8 эпизодов                                                           |
| 2008-2012 | В простом виде                     | In Plain Sight                        | Стэн Мквин                  | основной состав                                                      |
| 2009      | Все ненавидят Криса                | Everybody Hates Chris                 | мистер Турман               | 7 эпизодов                                                           |
| 2010      | Менталист                          | The Mentalist                         | Ноа Ландау                  | эпизод «Redline»                                                     |
| 2011      | Детский госпиталь                  | Childrens Hospital                    | Спирос                      | эпизод «Father’s Day»                                                |
| 2013      | Вегас                              | Vegas                                 | Барри Сильвер               | 4 эпизода                                                            |
| 2014      | Настоящий детектив                 | True Detective                        | Майор Лерой Солтер          | эпизод «Haunted Houses»                                              |
| 2017      | Смертельное оружие                 | Lethal Weapon                         | Фрэнк Труно                 | эпизод «Fork-Getta-Bout-It»                                          |
| 2019      | ФБР                                | FBI                                   | Марк Кроули                 | эпизод «Appearances»                                                 |
| 2024      | Никто этого не хочет               | Nobody Wants This                     | Илан Роклов                 | основной состав                                                      |